# Crown Point (Indiana)
Crown Point – miasto w Stanach Zjednoczonych, w stanie Indiana, siedziba administracyjna hrabstwa Lake.